# Martin Røymark
Martin Nikolai Røymark (født 10. november 1986 i Oslo) er en  Norsk ishockeyspiller der spiller  for  Vålerenga Ishockey i Get-ligaen. Han har Tidligere spildt til Tappara i  finske Liiga, Frölunda, Timrå og Färjestad BK i den  SHL (SHL) og MODO i hockeyallsvenskan og for Manglerud/Star og Sparta Warriors i Norske GET-ligaen. Han er søn af den tidligere ishockeyspiller Tom Røymark.